# アスパンク線
アスパンク線（ドイツ語;Aspangbahn）は、オーストリア国鉄の鉄道線の名称である。路線番号は720。ヴィーン～アスパンク間の路線であるが、ノイシュタット以南については520号線の項目にて記載し、本頁ではヴィーナー・ノイシュタット以北についてのみ記す。

## 沿線概況
アスパング線の起点駅は初期にはウィーン・アスパング駅であった。1970年代にこの路線の出発駅はプラーターシュテルン駅へ移って、1979年5月27日から列車は南駅の東側で出発していた。現在列車はウィーン中央駅を出発し東部線を経由してこの路線に進入する。一方S7列車はウィーン連結線から離れて旧アスパング駅と中央墓地駅の区間を経由して空港方面に走行する。
ウィーン中央墓地駅とマリア・ランツェンドルフ駅の間はウィーン・ジンメリング中央操車場により断絶されている。列車はラクセンブルク＝ビーダーマンスドルフ、トライスキルヒェンを経てゾレナウへ向かう。ゾレナウ駅でこの路線は南部線と接続して、ウィーナー・ノイシュタット区間まで線路を共有する。列車はウィーナー・ノイシュタット駅を出発して、ピッテン川を沿ってアスパングへ向かう。アスパング線の名は終点の地名から由来する。
ウィーン - グラーツ区間の運行時間は南部鉄道経由の場合より長いので、この路線はただ地方鉄道の意味を持っている。遠距離列車は普通にこの路線を経由しない。またウィーンの中央操車場 - フェルクスドルフ区間は「アスパング内線（innere Aspangbahn）」と、ウィーナ・ノイシュタット - アスパング区間は「アスパング外線（äußere Aspangbahn）」と呼ばれている。複線および電化区間はSバーン列車の通行区間のみである。

## 歴史

### ウィーン＝アスパング鉄道

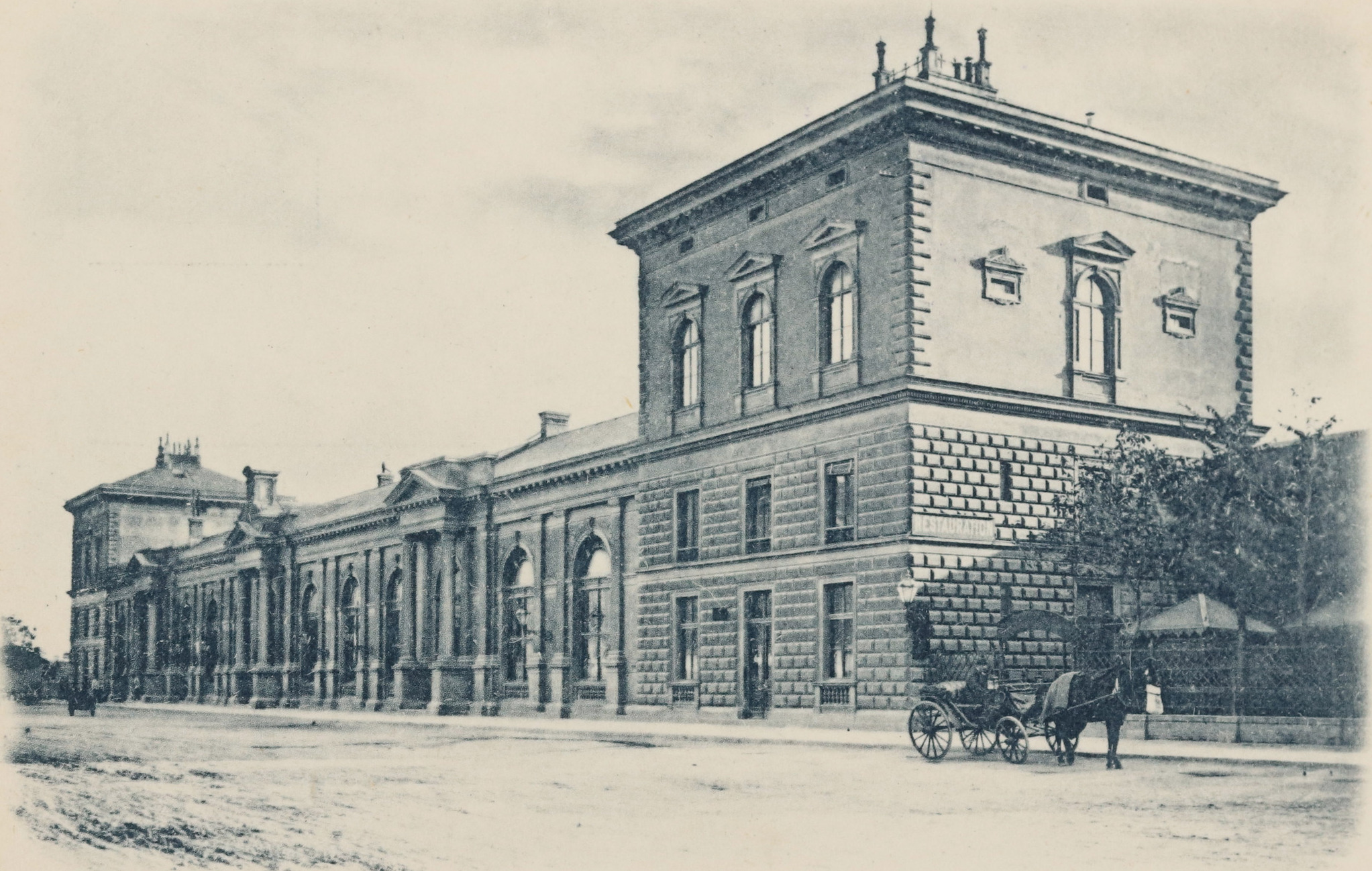
ウィーン・アスパング駅（1905年）

オーストリア＝ハンガリー帝国の産業化初期（Gründerzeit）に鉄道建設ブームが起きてウィーナー・ノイシュタット運河の周辺で多数のプロジェクトが計画された。一方ハプスブルク王家はバルカン半島およびサロニカ - ミトロヴォカ区間で建設される鉄道に関心を持っていた。それでウィーンからクロアチアまで鉄道が連結され、ウィーン - ザグレブ - サロニカ区間が直接に連結される可能性が開いた。
運河会社の株主たちはクロアチアとボスニア国境まで鉄道を建設するプロジェクト参加を申し込んで、1874年6月27日に、ウィーンからアスパング、フレーどベルク、ラードケルスベルクを経てクロアチア国境に至る鉄道に関する事前作業の承認通知を受けた。「ベルギー鉄道会社（Société Belge de chemins de fer）」はこのプロジェクトに資金を供給する予定であったが、1873年の金融・経済危機のため、大規模プロジェクトは水泡となって、建設計画はウィーン - アスパング区間に限定された。南部鉄道会社の告訴が憲法裁判所により却下された後で、アスパング線の建設は1877年11月28日に許可された。建設費用は865万グルデンで策定された。
起点駅はレンヴェク運河港と決定されて、港の廃止以後、アスパング駅はその土地で建設された。アスパング駅からの数キロメートルの区間はリージング小川の鉄道橋を含めて、廃止された運河上の区間と構成した。1880年6月から鉄道建設が始まって、南部鉄道の施設はフェリクスドルフ - ウィーナー・ノイシュタット区間でともに使用されることとなった。二年以上の工事の末に、1881年8月7日にウィーン - ピッテン区間が、同年10月28日ピッテン - アスパング区間がそれぞれ開業された。路線距離は南部鉄道の共有区間を除いて75.9 kmであった。アスパング線とウィーン北部鉄道駅 - マツラインスドルフ区間の路線を結ぶために連結線は1881年10月21日開通された。1914年まで一部の列車は中央税関駅から出発して、その列車の掲示板に「アスパング線」というレッテルがつけられていた。
1910年12月アスパング - フリードベルク区間の穴はヴェクセル鉄道の開通で埋められて、この路線の価値は上がった。それでこの路線はハンガリー西部鉄道の地方鉄道であった温泉線とも連結されている。第一次世界大戦の終戦以後、アスパング線はウィーン近郊の遠足用で広く利用され、旅客交通は1930年に戦争以前の水準に至った。

### オーストリア連邦鉄道時代
1937年7月1日にオーストリア連邦鉄道はアスパング線の運営権を引き受けて南部線に重点的に旅客列車便を配置した。それでウィーン - ゾレナウ区間は地方線に格下げされた。同年10月31日からウィーン - テースドルフ区間はウィーン市内電鉄と連邦鉄道が共同で運営していた。1942年1月1日にウィーン＝アスパング鉄道はドイツ国営鉄道に引き受けされた。ウィーン＝アスパング鉄道会社の運営年限は本来なら1971年までであった。
1939年10月から1942年10月まで約50000人のユダヤ系オーストリア人がウィーン・アスパング駅で集められ、47回の列車輸送で最初にはゲットーへ、後でナチス強制収容所および絶滅収容所へ移送された。戦争末期には旧運河区間とリージング小川の鉄道橋が爆破され、鉄骨構造物で暫定的に復旧された。
1962年1月17日に電気運転は旧レンヴェク - ウィーン中央墓地区間で実現された。レンヴェク駅は当時戦争の影響で廃止状態であった。1971年5月レンヴェク駅の再開業で、ウィーン・アスパング駅は放置されて、1977年6月から7月まで待合室の建物は撤去された。一方エーベンフルト - ヴィットマンスドルフ地域鉄道廃止の影響でゾレナウ・アスパング線駅は1953年10月に乗降場と荷役施設に、1958年10月に乗降場に格下げされて、他の線路は撤去された。1975年6月1日にゾレナウ地域の線路が移設され、ゾレナウ・アスパング線駅は廃止された。
クレーデリング操車場の建設はこの路線に影響を与えた。1979年5月27日にアスパング線の出発駅はプラーターシュテルン駅からウィーン南駅に移られた。ウィーン市内区間ではSバーン列車がその時から運行されている。
2000年連邦鉄道の鉄道網再分類の課程でウィーナ・ノイシュタット - アスパング区間は「幹線補完路線（Ergänzungsnetze）」に昇格された。2002年からウィーナ・ノイシュタット - アスパング区間に連邦鉄道所属の列車以外にシュタイアーマルク地方鉄道（Steiermärkische Landesbahnen）所属の貨物列車も走行している。

### ÖBB持ち主グループ
2004年12月にアスパング線の列車はウィーン南駅を出発して、ウィーン・マイドリング駅、ポッテンドルフ線、ドナウ水路線（Donauländebahn）、東部線を経由することとなった。列車はクレーデリング駅を経てアスパング線へ本格的に進入している。2009年12月から出発駅はマリア・ランツェンドルフ駅に変更され、ウィーン中央駅の工事関係でその駅からウィーンの南チロル広場まで置き替えバスが運行されていた。
2017年9月にウィーン・アスパング駅の遺跡でコンクリート製軌道形態の慰霊碑（Mahnmal）が、ナチスによる犠牲者たちを追悼し忘ないために、長さ30メートルで建てられた。

## 運行形態
全て各駅停車。下記運転系統が運行する。全区間の運賃システムは東部地域運輸連合（Verkehrsverbund Ost-Region, VOR）の管轄区域である。 
- R95系統：　ヴィーン - グリル通り - トライスキルヒェン
1時間に1本の運行。トライスキルヒェンで、ノイシュタト方面行の列車に接続するが、深夜1往復がノイシュタトまで直通する。
過去の運行形態
2020年以前は、ヴィーン - ノイシュタト間の直通運転であった。詳細は、下記ノイシュタト側の記事を参照。
2021年度に、トライスキルヒェンを境に運転系統が分離された一方で、増発され、平日のみ1時間に1本の運行となった。ただし夏季限定で、深夜1往復がノイシュタトまで直通していた。
2022年度は、ノイシュタトまでの直通列車が通年運行する様になった。また6月12日以降、休日も2時間に1本運行する様になった。
2023年度より、休日も毎時1本運行する様になった。

- R95系統：　トライスキルヒェン - ゾレナウ - ヴィーナー・ノイシュタト間
1時間に1本の運行。フェーリクスドルフ - ノイシュタト間はノンストップ。トライスキルヒェンで、ヴィーン方面の列車に接続するが、深夜1往復がヴィーンまで直通する。ノイシュタト北駅は朝のみ停車する。
過去の運行形態
2019年4月以前は、ヴィーン - ノイシュタトの直通運転であった。平日のみ、一日4.5往復（トライスキルヒェン以南は5.5往復）の運行で、2.5往復がヴィーナー・ノイシュタット発着であった。2019年夏・秋は一日7.5往復の運行で、うち3往復がフェリクスドルフ止まり、残り4.5往復がヴィーナー・ノイシュタット発着であった。また日中に、約6時間列車が運行されない時間帯があった。ノイシュタト北駅は全列車が通過していた。
2019年末に増発され、2時間に1本の運行となった。
2020年末に、トライスキルヒェンを境に運転系統が分離された一方で、増発され、1時間に1本の運行となった。ただし夏季限定で、深夜1往復がノイシュタトまで直通していた。
2022年度は、ノイシュタトまでの直通列車が通年運行する様になった。また6月12日以降、休日も2時間に1本運行する様になった。
2023年度より、休日も毎時1本運行する様になった。
2024年度より、朝に限りノイシュタト北駅停車となった。

- 過去の運行系統
  - ヴィーン - マイドリンク - クレーダーリンク - ヴィーナー・ノイシュタット間　【平日運行】
2019年以前、朝にノイシュタット行が2本運行していた。2018,19年度は、ヴィーン行も1本運行していた（グリル通り経由からの振替）。2019年末に全てグリル通り経由に統一され、休止となった。

## 駅一覧
以下では、オーストリア国鉄720号線の駅と営業キロ、停車列車、接続路線などを一覧表で示す。なお、720号線の列車が全て通過するテーレジエンフェルト駅については記載を省略。
- 種別
  - R：レギオナルツーク
- 停車駅
  - ■印：全列車停車
  - ●印：一部通過
  - ○印：一部停車
  - ｜印：全列車通過

| 路線名 | 駅名                                   | 駅間営業キロ | 累計営業キロ | 累計営業キロ            | R | 接続路線 | 所在地                   | 所在地                         |
| ------ | -------------------------------------- | ------------ | ------------ | ----------------------- | - | --- | ------------------------ | ------------------------------ |
| 700    | ウィーン中央駅                         | -            | 本駅から 0.0 |                         | ■ | 111号線（チューリヒ方面）、510号線（バーデン方面） 900号線（フローリツドルフ方面） 910号線（プラハ方面、マーヘク方面） ウィーン地下鉄 1号線（アラウダ通り方面、レオポルダウ方面） | ウィーン市               | ファーフォリテン区             |
| 700    | グリル通り駅                           | 3.0          | 3.0          |                         | ■ | | ウィーン市               | ジンメリンク区                 |
| 700    | クレーデリンク駅                       | 4.5          | 7.5          |                         | ■ | 700号線（ブダペスト方面） ドナウラント線（マイドリンク駅まで11.2km） | ニーダーエスターライヒ州 | ヴィーン郊外郡                 |
| 720    | マーリア・ランツェンドルフ駅           | 4.1          | 11.6         | 旧アスパンク駅から 11.4 | ■ | | ニーダーエスターライヒ州 | ヴィーン郊外郡                 |
| 720    | ラクセンドルフ・ビーダーマンスドルフ駅 | 5.5          | 17.1         | 16.9                    | ■ | | ニーダーエスターライヒ州 | メードリンク郡                 |
| 720    | グントラムスドルフ・カイゼラウ駅       | 4.0          | 21.1         | 20.9                    | ■ | | ニーダーエスターライヒ州 | メードリンク郡                 |
| 720    | メラースドルフ・アスパンク線駅         | 2.3          | 23.4         | 23.2                    | ■ | | ニーダーエスターライヒ州 | バーデン郡                     |
| 720    | トライスキルヒェン・アスパンク線駅     | 1.4          | 24.8         | 24.6                    | ■ | | ニーダーエスターライヒ州 | バーデン郡                     |
| 720    | トルーマウ駅                           | 4.1          | 28.9         | 28.7                    | ■ | | ニーダーエスターライヒ州 | バーデン郡                     |
| 720    | オーバー・ヴァルタースドルフ駅         | 2.0          | 30.9         | 30.7                    | ■ | | ニーダーエスターライヒ州 | バーデン郡                     |
| 720    | タッテンドルフ駅                       | 2.7          | 33.6         | 33.4                    | ■ | | ニーダーエスターライヒ州 | バーデン郡                     |
| 720    | テースドルフ駅                         | 1.9          | 35.5         | 35.3                    | ■ | | ニーダーエスターライヒ州 | バーデン郡                     |
| 510    | ゾレナウ駅                             | 6.1          | 41.6         | 41.4                    | ■ | 510号線（バーデン方面） | ニーダーエスターライヒ州 | ヴィーナーノイシュタトラント郡 |
| 510    | フェーリクスドルフ駅                   | 1.3          | 42.9         | 42.7                    | ■ | | ニーダーエスターライヒ州 | ヴィーナーノイシュタトラント郡 |
| 510    | ヴィーナー・ノイシュタト北駅           | 5.8          | 48.7         | 48.5                    | ○ | | ニーダーエスターライヒ州 | ヴィーナー・ノイシュタト市     |
| 510    | ヴィーナー・ノイシュタト本駅           | 2.6          | 51.3         | 51.1                    | ■ | 510号線（グラーツ方面） 511号線（エーベンフルト方面）、520号線（アスパング方面） 521号線（グーテンシュタイン方面）、522号線（プフベルク方面） 524号線（ショプロン方面）           | ニーダーエスターライヒ州 | ヴィーナー・ノイシュタト市     |